# محبوس (فلم)
مَحبُوس هو فيلم اميركي كوميدي رومانسي لعام 2021 من إخراج دوج ليمان وتاليف ستيفن نايت. تم إطلاقه في الولايات المتحدة في 14 يناير 2021 علي منصة إتش بى أو ماكس.

## طاقم التمثيل
- آن هاثاواي بدور ليندا
- شيويتل إيجيوفور في دور باكستون
- ستيفن ميرشانت
- ميندي كالينج
- لوسي بوينتون
- دولي هيل
- جزمين سيمون
- بن ستيلر
- بن كينجسلي
- مارك جاتيس